# 枝角

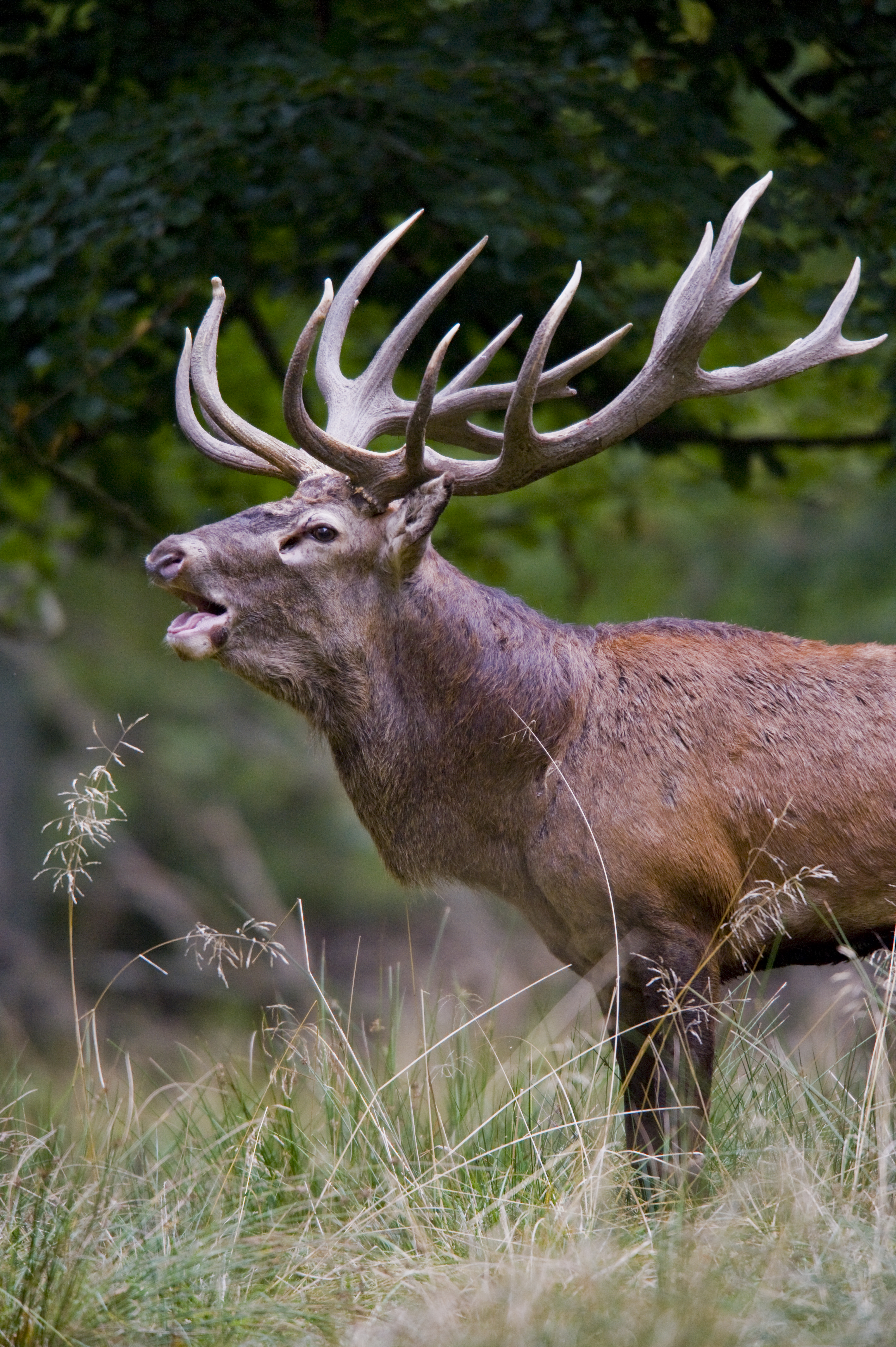
成熟したアカシカ, Denmark (2009)

枝角（えだつの、Antler）またはアントラーは、シカ科の角である。骨、軟骨、線維組織、皮膚、神経、血管で構成される単一の構造で、一般的にオスにのみに見られる（トナカイ を除く）。枝角は毎年落ちて再成長し、主に性的ディスプレイとして、またハーレムを制御するためのオス間の戦いの武器として用いられる。

## 構造

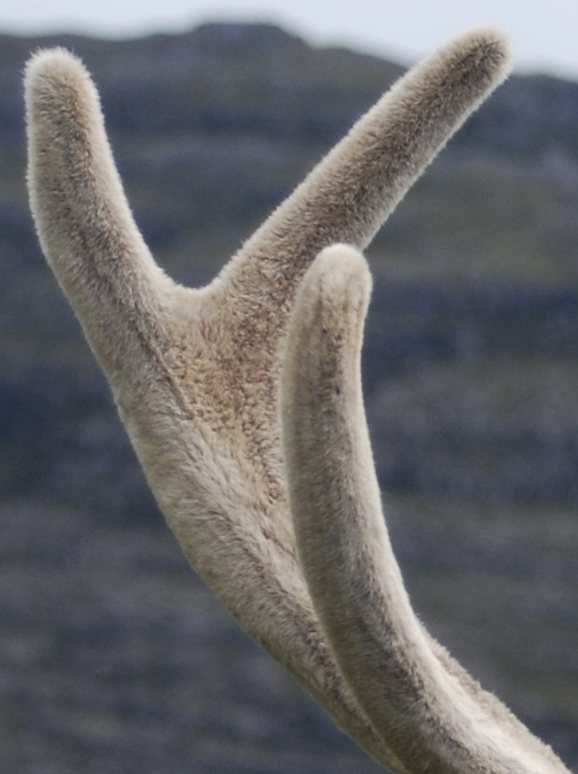
アカシカの角。ベルベットが成長中の角を覆っていて、酸素と栄養分を供給する血液が流れる。

枝角はシカに固有のものである。枝角は、角座骨(pedicle)と呼ばれる頭蓋骨の先端から成長する。枝角が成長している間、それはベルベットと呼ばれる血管の多い皮膚で覆われ、成長している骨に酸素と栄養素を供給する。枝角は、動物界で雄の第二次性徴の最も誇張されたケースの1つと見なされており、他の哺乳類の骨よりも速く成長する。成長は先端で起こり、最初は軟骨であり、後に骨組織に置き換わる。枝角がフルサイズに達すると、ベルベットが失われ、枝角の骨が死ぬ。この死んだ骨の構造が成熟した枝角である。ほとんどの場合、根元の骨は破骨細胞によって破壊され、枝角はある時点で脱落する。ほとんどの北極および温帯の種では、枝角の成長と脱落は一年生であり、日光の長さによって制御される。枝角は毎年再成長するが、そのサイズは多くの種で、齢によって異なり、最大サイズに達するまでは数年にわたって毎年増加する。熱帯の種では、枝角は一年中生え換わる可能性があり、サンバーなどの一部の種では、枝角は複数の要因に応じて一年の異なる時期に生え換わる。赤道域に分布する一部のシカは、枝角が生え換わらない。枝角は、支配と性的ディスプレイとして機能し、オス間の闘争の武器として、時には相手に深刻な傷を負わせることもある。

## 機能
性選択ほとんどの種で、枝角の進化の主な手段は性淘汰であり、これは雄同士の競争（行動的、生理学的）と雌の配偶者選択という2つのメカニズムを介して機能する。
外敵からの防御イエローストーン国立公園のオオカミは、枝角のないオスのヘラジカ、または少なくとも1匹のオスが枝角のないヘラジカの群れを攻撃する可能性が3.6倍高いという結果がある。
雪かきトナカイは、枝角を使用して雪を取り除き、下の植生を食べることができる。これは、トナカイの雌が角を進化させた理由の一つとされる。
聴覚アンテナヘラジカでは、枝角は大きな補聴器として機能する場合がある。

## 多様性
枝角、体の大きさ、牙の多様化は、生息地と行動（戦いと交尾）の変化に強く影響されてきた。

### シカ亜科

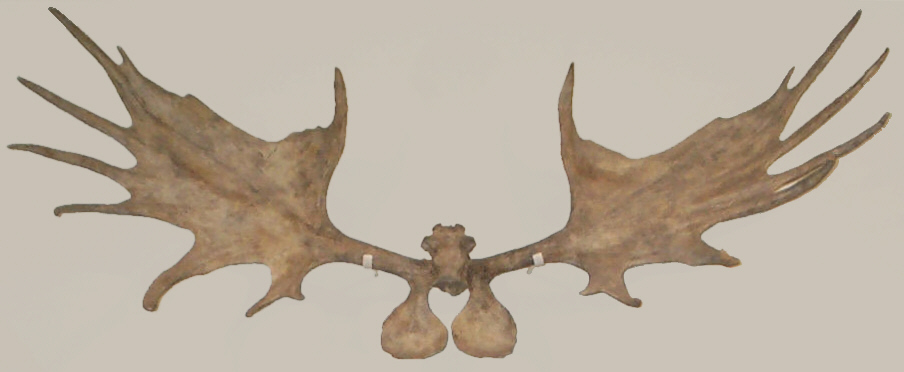
ギガンテウスオオツノジカ（絶滅種）
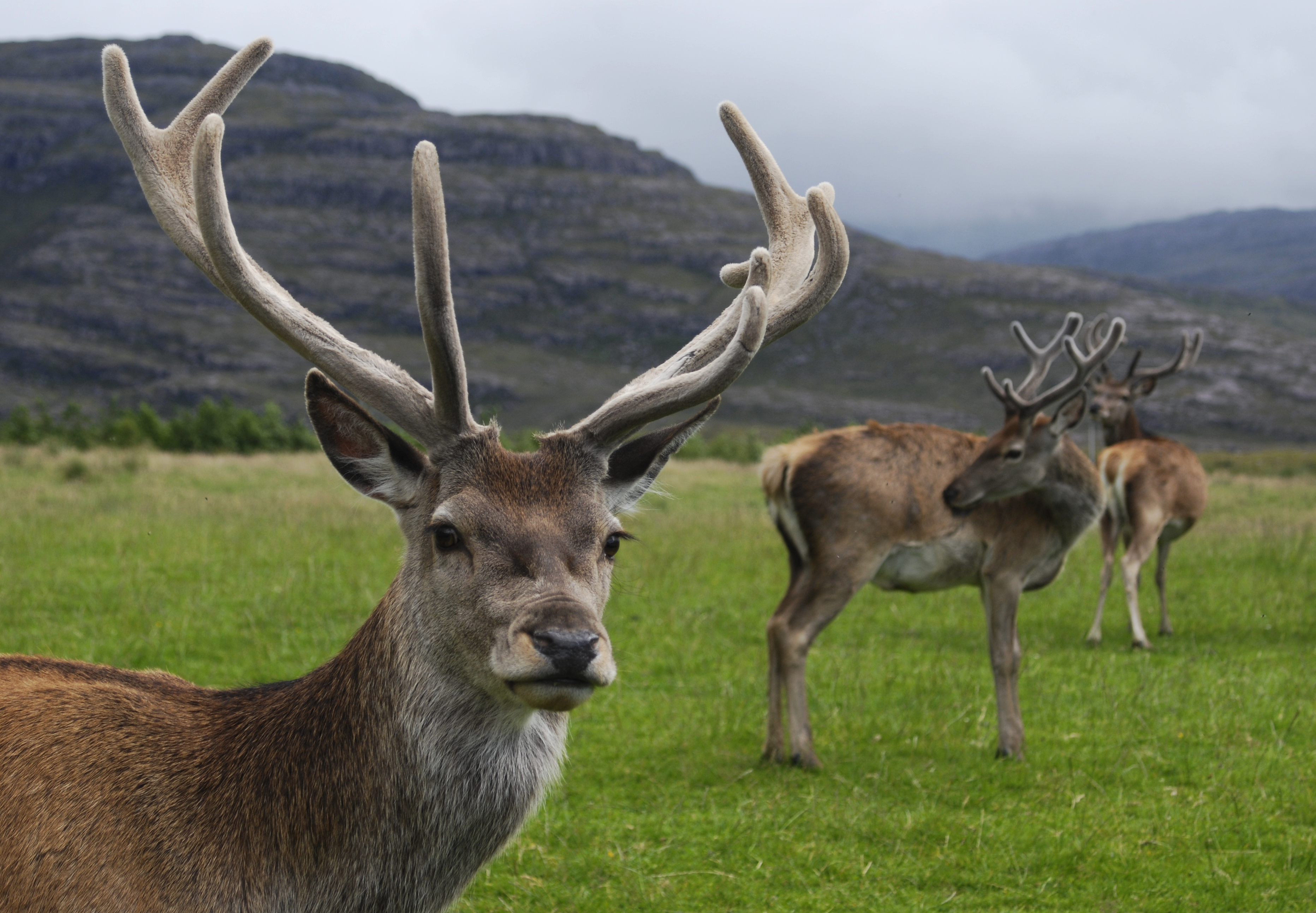
アカシカ（ベルベット付）
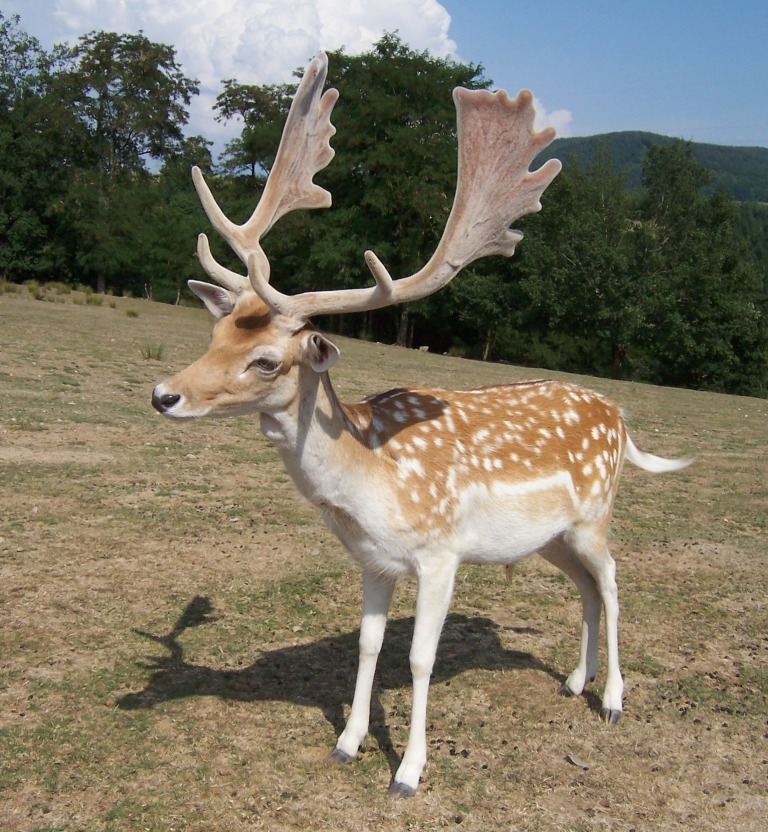
ダマジカ
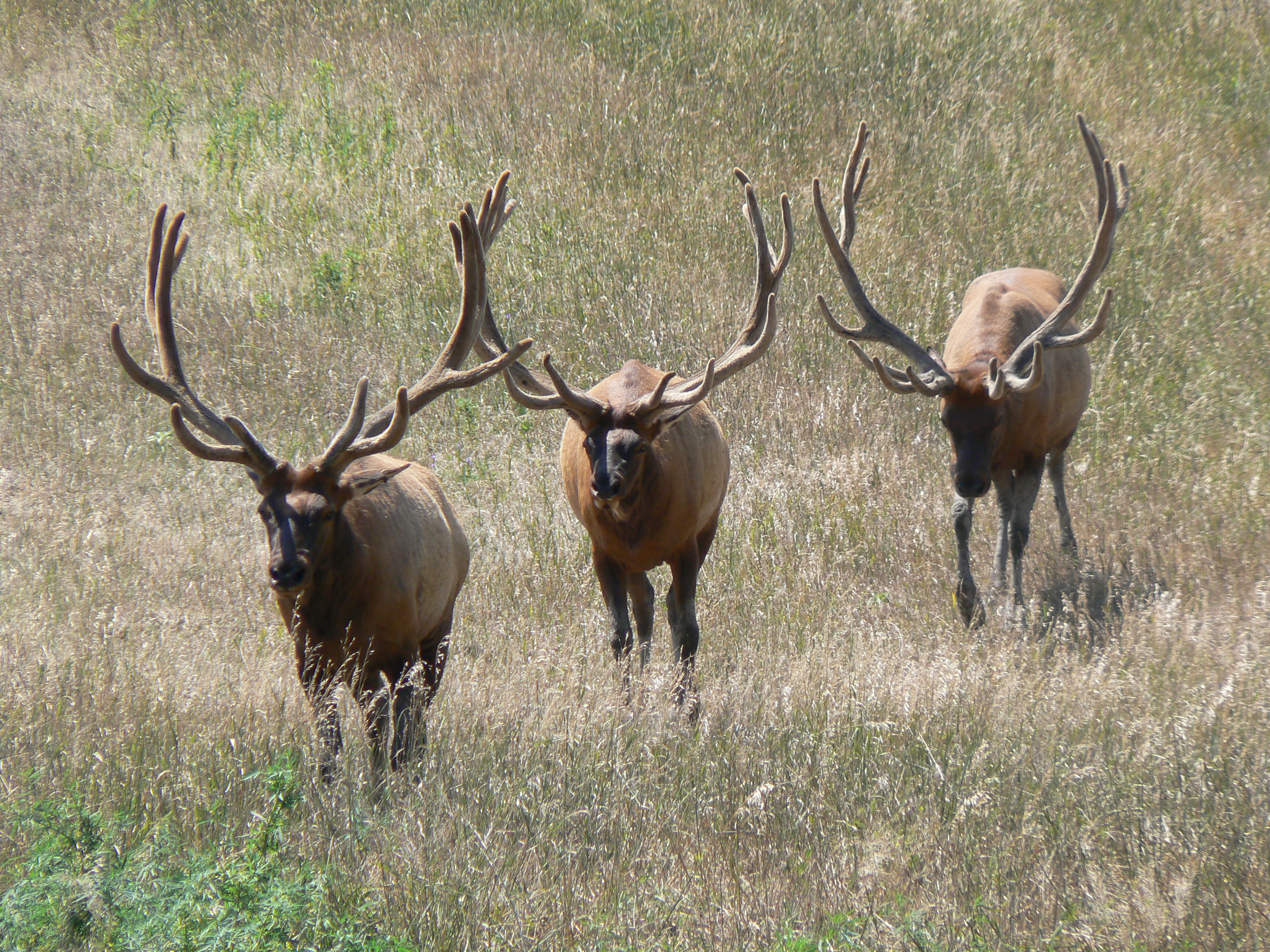
ワピチ
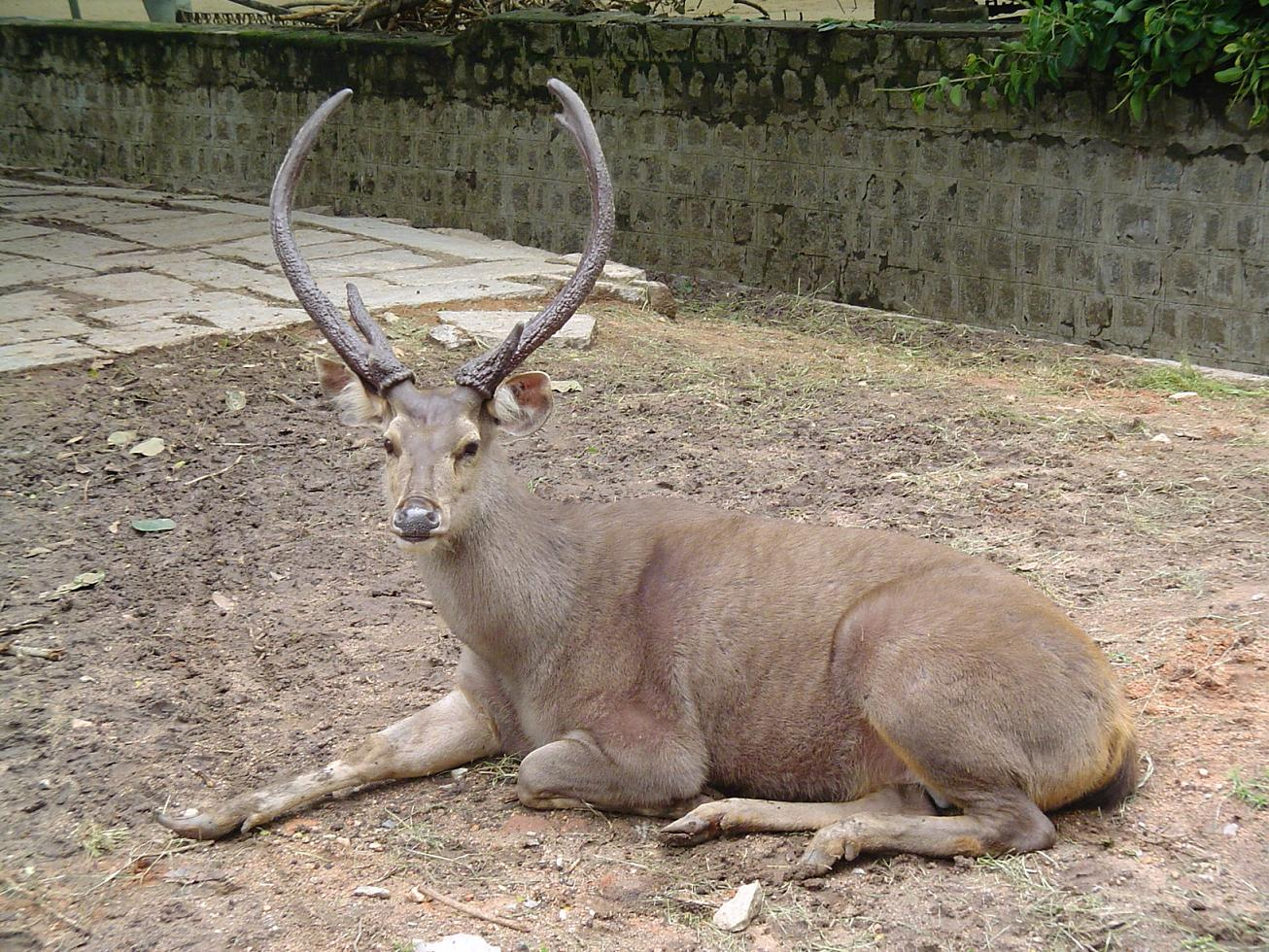
サンバー
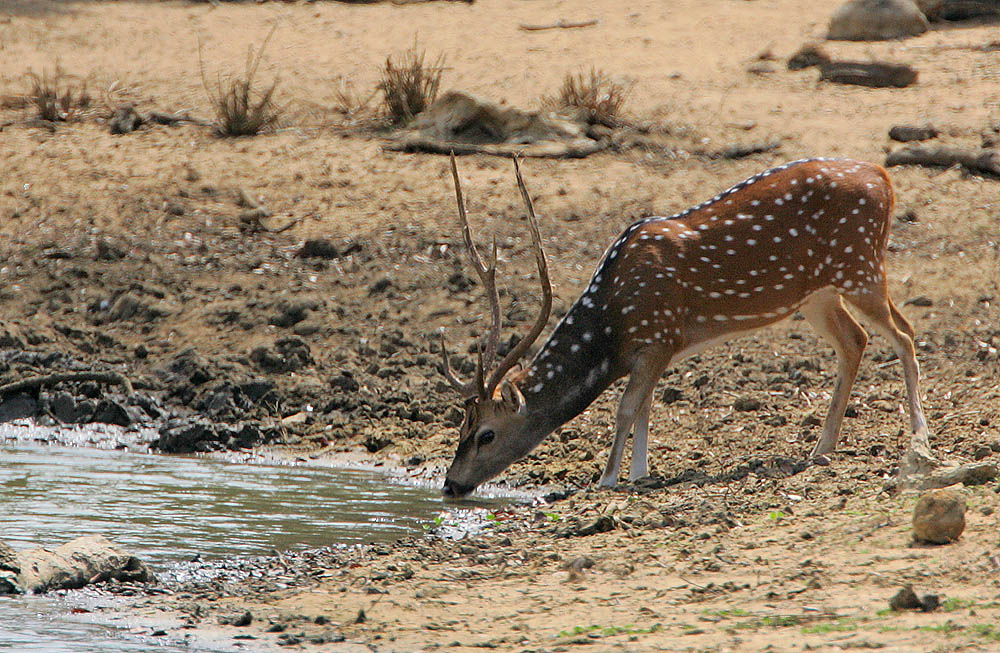
アクシスジカ

### オジロジカ亜科

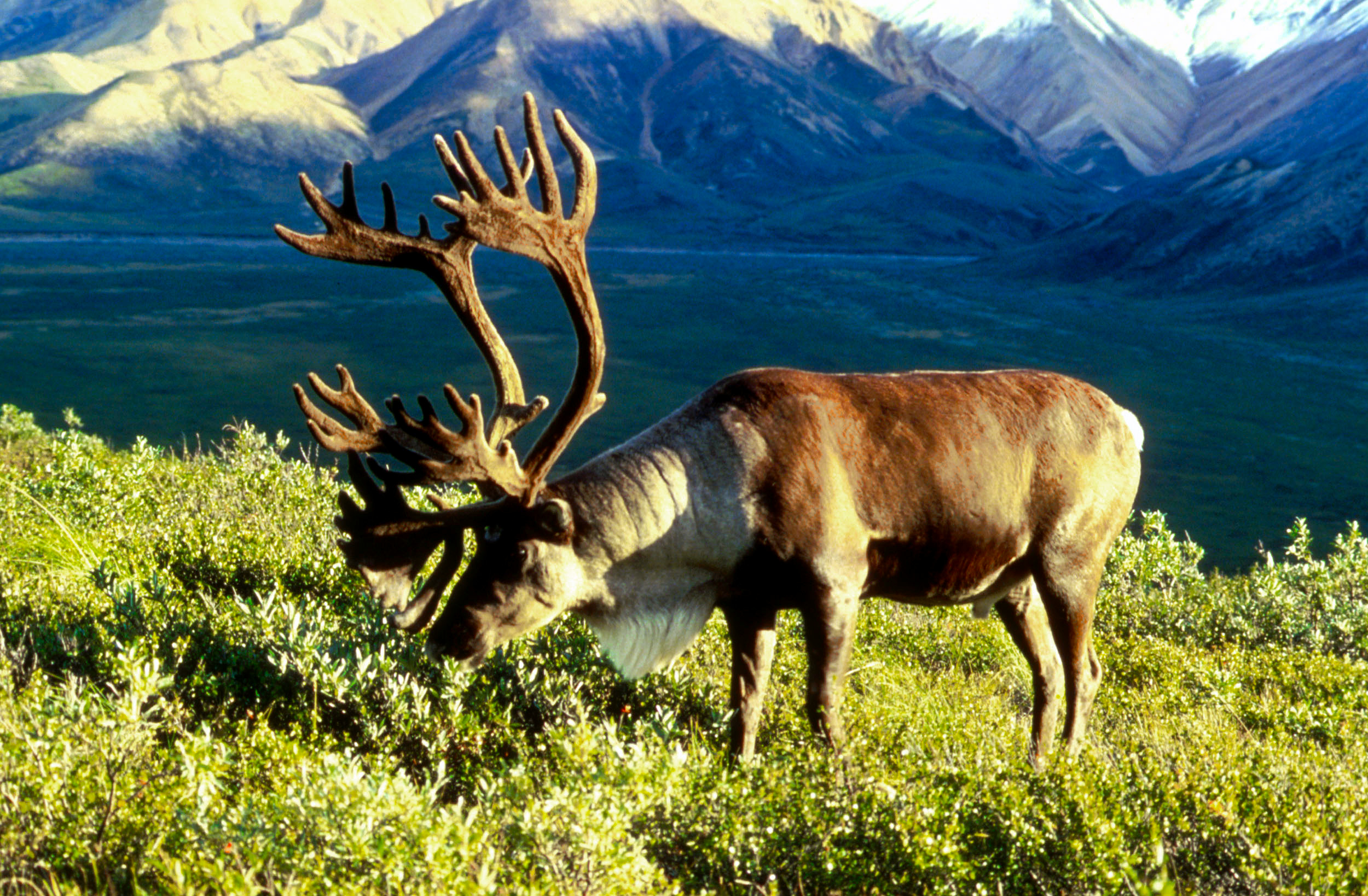
トナカイ
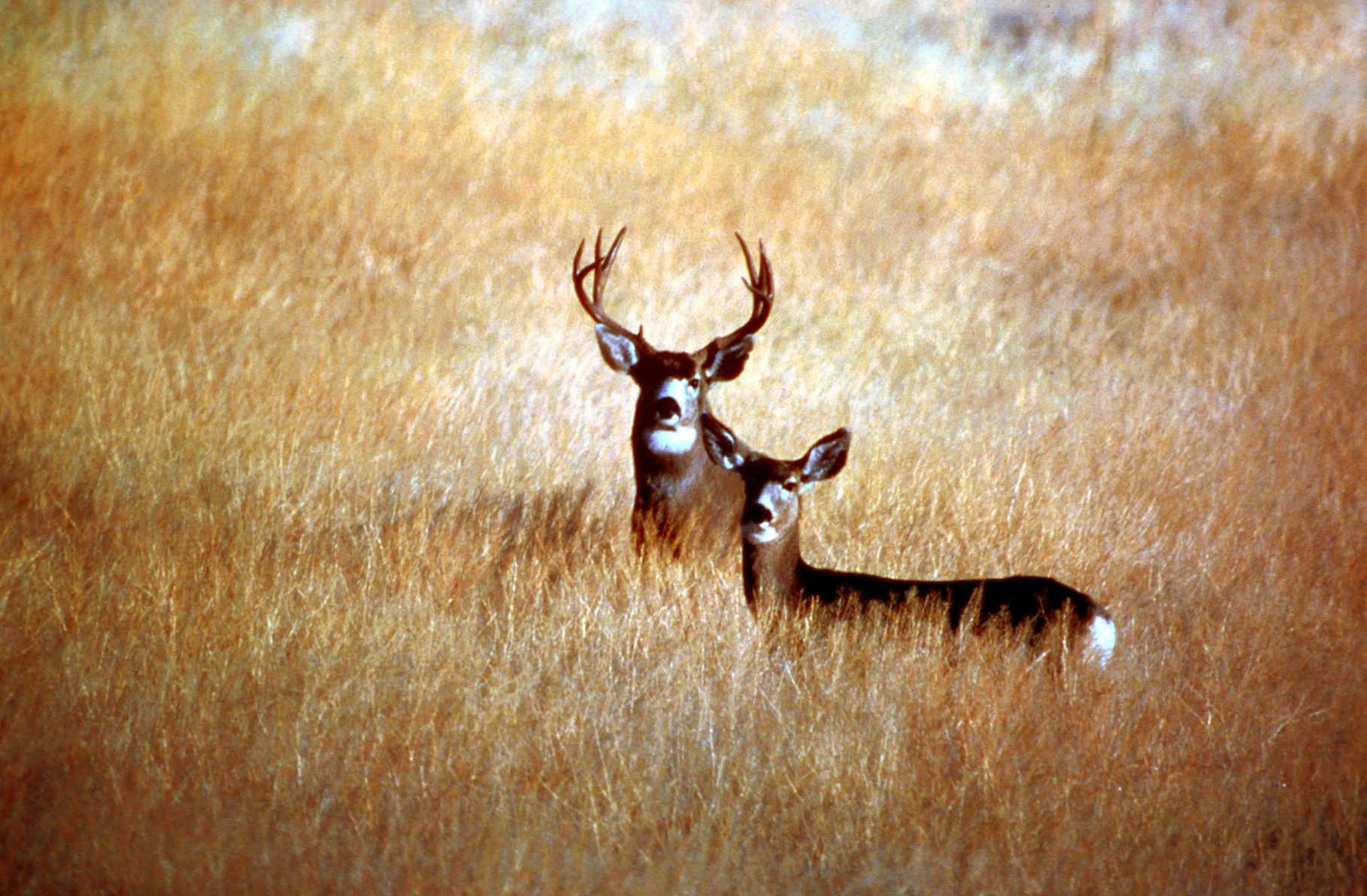
ミュールジカ
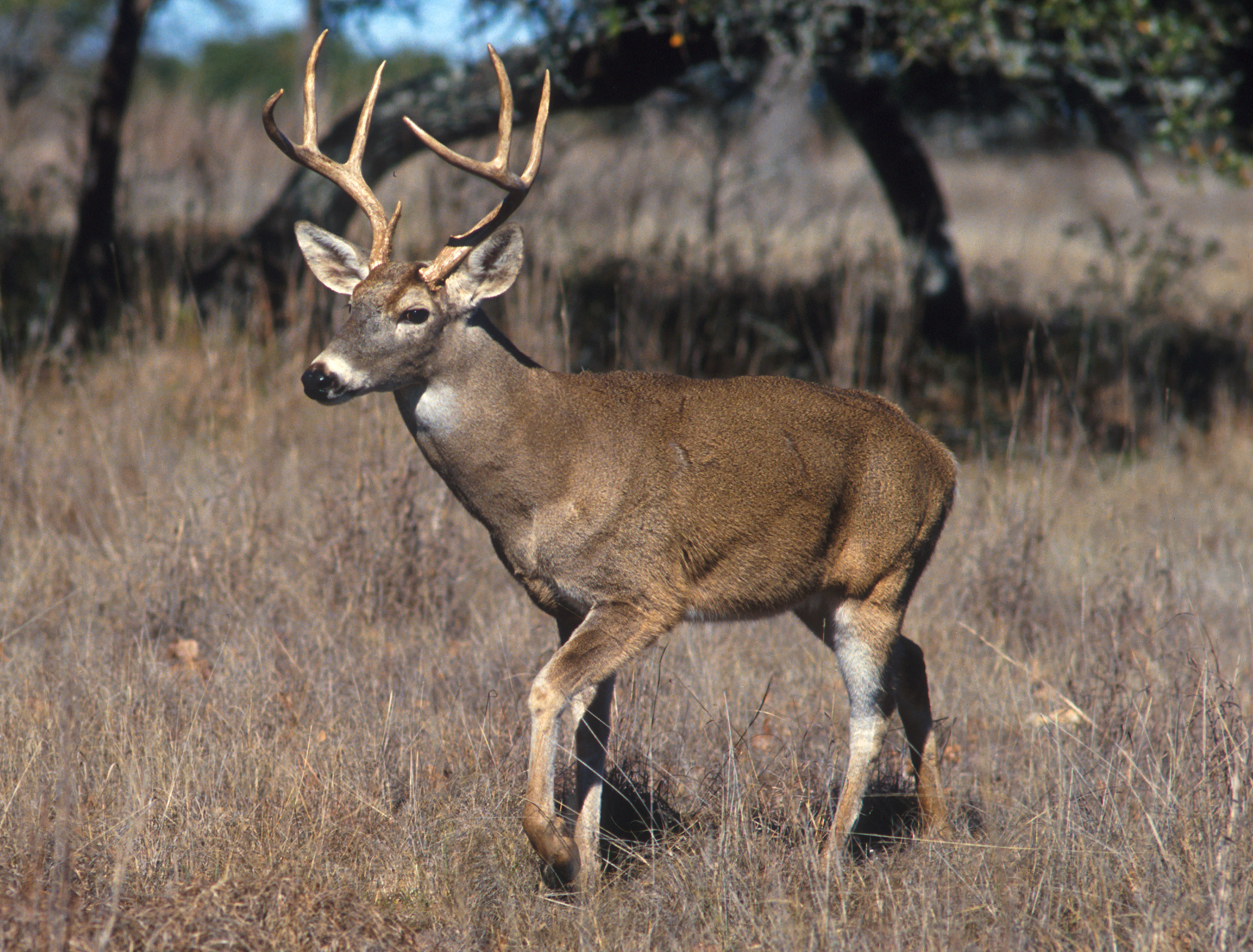
オジロジカ
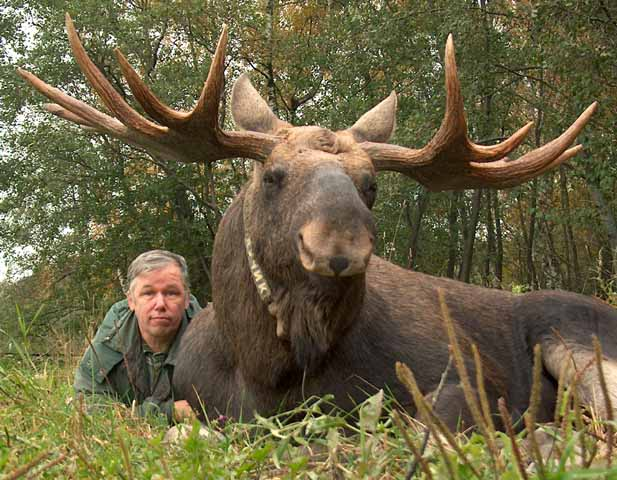
ヘラジカ

## 枝の相同性と進化

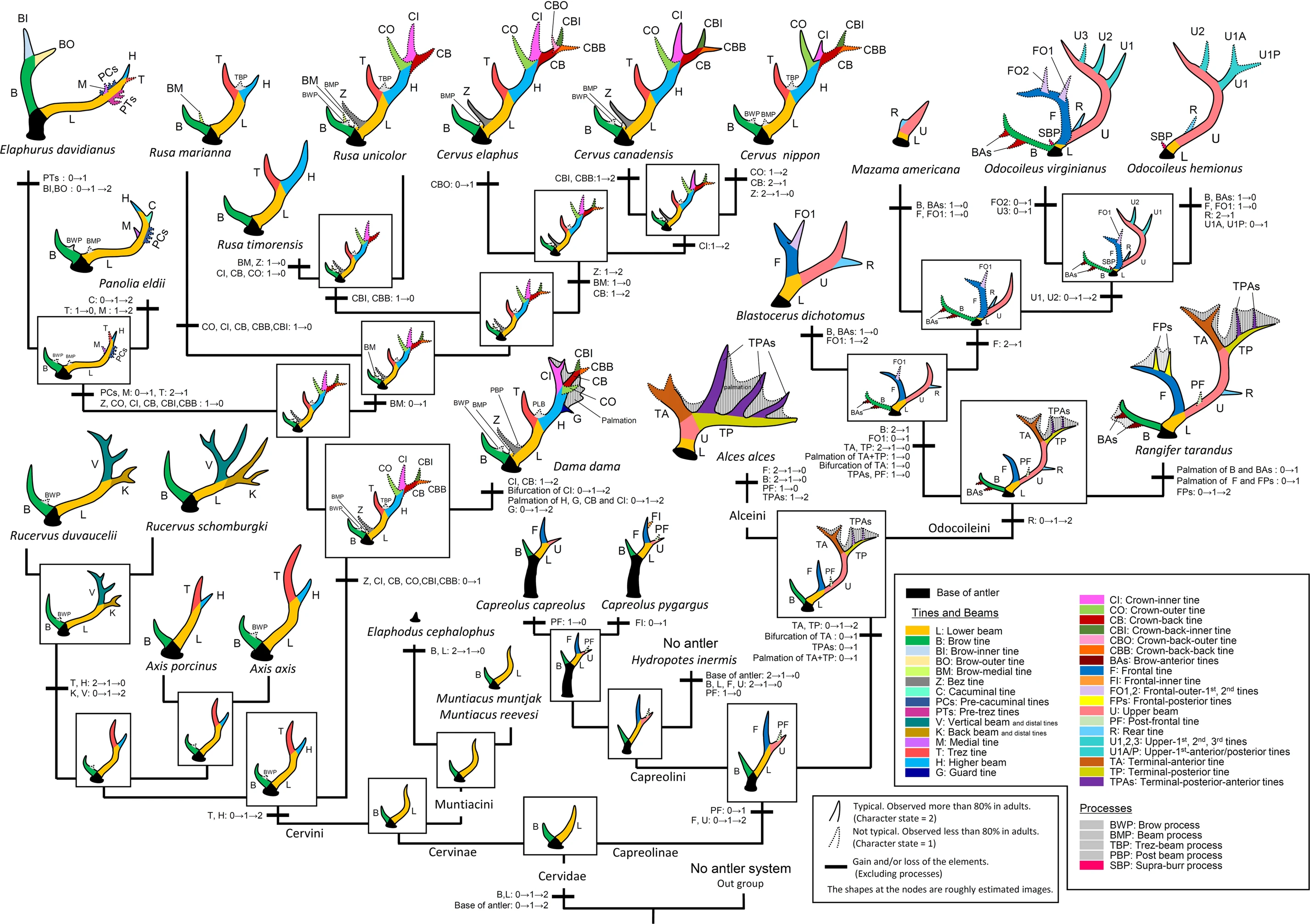
枝角の系統進化

現在発見されている最古の枝角の化石記録は、約1,700万年前の中新世初期である。初期の枝角は小さく、２分岐であった 。枝角が進化するにつれて、長くなり、多くの枝を獲得し、より複雑になっていった。枝の相同性は1900年代以前から議論されているが、最近、枝の分岐構造と相同性を記述する新たな方法が考案された。

## 枝角と動物や人間の関わり
動物
生え落ちた角にはカルシウム、リン、その他のミネラルが含まれているため、リス、ヤマアラシ、ウサギ、マウスなどの小動物が摂取する。特にミネラルが土壌に少ない場所では顕著である。
人間
生え落ちる角を犬を使って探索したり、餌と網などを使った罠で収集したりする。また、奈良公園では人間や他の鹿に怪我をさせないよう、一年に一度切り落としを行う。それとは別に、トロフィーハンティングとして鹿を仕留めた景品として切り落とされる。
アメリカでは販売が許可されているが、カナダでは自然で消費される物資とみなされ、取引すると罰せられる。
人間が手に入れた角は、道具、武器、装飾品、おもちゃを作るための材料とされる。ヨーロッパの後期旧石器時代の歴史資料として発見され、後の時代には象牙の代替品として利用された。
アジアでは伝統医学や栄養補助食品とされた（漢方薬の鹿茸、鹿角など）。ヨーロッパでも気付け薬などの材料とされた。